# Врата (община Дравоград)
Вижте пояснителната страница за други значения на Врата.
Врата (на словенски: Vrata) е село в Словения, Корошки регион, община Дравоград. Според Националната статистическа служба на Република Словения през 2015 г. селото има 111 жители.